# Hrabstwo Hall (Teksas)

Piramida wieku hrabstwa

Hrabstwo Hall – hrabstwo w USA, w stanie Teksas, na południu regionu Panhandle. Utworzone w 1876 r. Siedzibą hrabstwa jest miasteczko Memphis. Według danych z 2023 liczy 2818 mieszkańców.

## Sąsiednie hrabstwa
- Hrabstwo Donley (północ)
- Hrabstwo Collingsworth (północny wschód)
- Hrabstwo Childress (wschód)
- Hrabstwo Cottle (południowy wschód)
- Hrabstwo Motley (południe)
- Hrabstwo Briscoe (zachód)

## Gospodarka
Wiodącą rolę w gospodarce hrabstwa odgrywają turystyka i uprawa bawełny (43. miejsce w stanie – 2022). W mniejszym stopniu uprawa orzeszków ziemnych, sorgo, produkcja siana i hodowle koni. Z dochodem gospodarstwa domowego na poziomie 46 728 dolarów (2023), należy do najbiedniejszych hrabstw Teksasu. Dochód na mieszkańca wynosi 24 649 dolarów, a 22,1% mieszkańców żyje poniżej poziomu ubóstwa. 

## Ludność
Mieszkańcy deklarują głównie pochodzenie meksykańskie (25,3%), angielskie (10,9%), irlandzkie (8%), niemieckie (7,7%), afroamerykańskie (5%), „amerykańskie” (4,5%) i hiszpańskie (3%).

### Miasta
- Estelline
- Lakeview
- Memphis
- Turkey